# Hølonda
Holonda – dawna gmina w Norwegii w regionie Sør-Trøndelag.
Obecnie wchodzi w skład gminy Melhus. Hølonda została utworzona w 1865 z północnej części Melhus. Wtedy liczyła 1818 mieszkańców. Liczba ludności jednak spadała, co doprowadziło do ponownego włączenia do Melhus 1 stycznia 1964. Wtedy mieszkało tam 1428 ludzi. Nazwa Hølonda została wprowadzona w 1932. Wcześniej gmina nazywała się Høylandet (do 1889) i  Hølandet (1989-1932).